# Línia 7 del metro de Madrid
La Línia 7 del metro de Madrid és una línia de ferrocarril metropolità de la xarxa del metro de Madrid. Aquesta línia connecta les estacions d'Hospital del Henares  i Estadio Olímpico.